# Gare de Montivilliers
La gare de Montivilliers est une ancienne gare ferroviaire française de la ligne du Havre-Graville à Tourville-les-Ifs, située sur le territoire de la commune de Montivilliers, dans le département de la Seine-Maritime, en région Normandie.
C'est une halte de la Société nationale des chemins de fer français (SNCF), qui n'est plus desservie depuis septembre 2024, mais qui sera réutilisée par la ligne C du tramway du Havre en 2027.

## Situation ferroviaire
Établie à 7 mètres d'altitude, la gare de Montivilliers est située au point kilométrique (PK) 227,706 de la ligne du Havre-Graville à Tourville-les-Ifs (fermée), entre les gares de Jacques-Monod-la-Demi-Lieue et d'Épouville.

## Histoire
La gare terminus de Montivilliers est mise en service en 1878 par la compagnie des chemins de fer de l'Ouest (Ouest) lorsqu'elle ouvre à l'exploitation sa ligne, à double voie, du Havre (Honfleur) à Montivilliers.

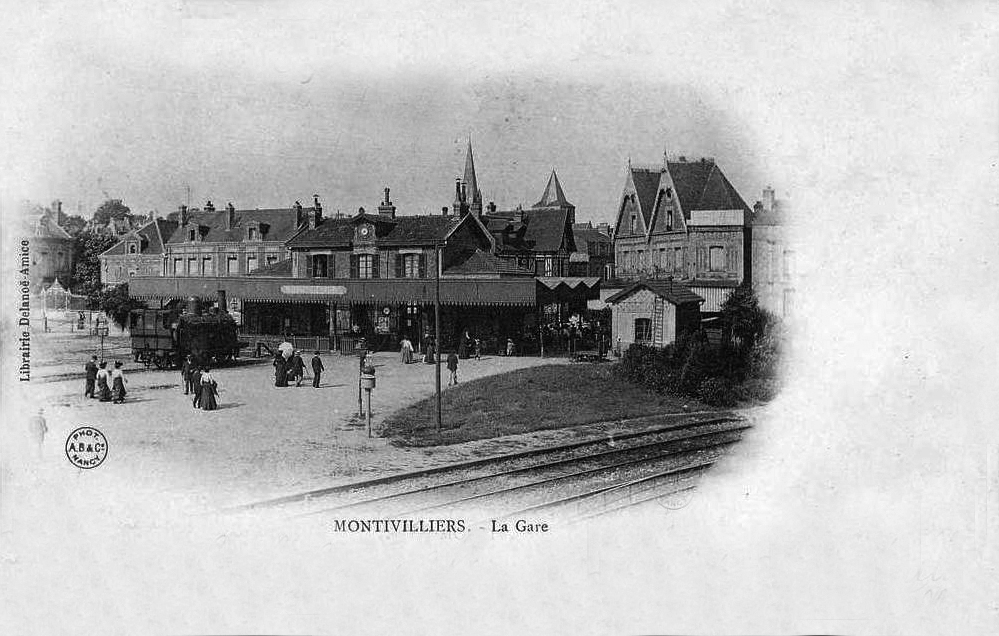
Intérieur de la gare, vers 1900.

Elle devient une gare de passage en 1896, lors de l'ouverture de la ligne de Montivilliers aux Ifs, qui permet des relations avec les gares d'Étretat, de Fécamp et de Dieppe.
En 1914, la gare de Montivilliers est desservie quotidiennement par environ quarante-huit trains qui viennent ou vont au Havre. Cela comprend quelques trains pour Fécamp et des navettes, de type banlieue, ayant pour terminus Montivilliers (cinq à six) ou Rolleville (neuf à treize). Cette desserte était fréquentée par les ouvriers, allant travailler au Havre en semaine, et par les havrais, pour la promenade du dimanche à la campagne.
La ligne entre Harfleur et Rolleville est mise à voie unique au cours de la Seconde Guerre mondiale.
En 1987, Montivilliers est desservie par sept navettes, dont deux ont cette gare pour terminus et les autres vont jusqu'à Rolleville.
Le 3 septembre 2001, la relation TER qui dessert la gare a pris le nom de « Lézard'express régionale (LER) » (car la ligne suit la vallée de la Lézarde). Bien qu'elle soit exploitée par la SNCF, elle est intégrée au réseau de transport en commun de l'agglomération havraise, ce qui permet aux voyageurs de choisir entre un titre de transport SNCF ou un billet du réseau des transports urbains de la ville.
En 2014, le temps de transport entre la gare du Havre et celle de Montivilliers est de 20 minutes. En semaine, il y a quotidiennement 25 allers-retours cadencés à un train toutes les 30 minutes.
En 2015, la SNCF estime la fréquentation annuelle à 47 460 voyageurs.
La liaison ferroviaire Le Havre – Montivilliers – Rolleville (réseau TER Normandie) est supprimée en septembre 2024, pour être ultérieurement remplacée jusqu'à Montivilliers par la ligne C du tramway (dont la mise en service est prévue en 2027 ; des autobus assurent une substitution jusqu'à cette échéance). Le site de la gare accueillera ainsi la station Cité des Abbesses.

## Patrimoine ferroviaire
L'ancien bâtiment voyageurs, qui avait été mis en service en 1878, est remis en état en 2010 et réaffecté en « point d'information tourisme » par la municipalité.